# Merroutage
 (janvier 2023).
Si vous disposez d'ouvrages ou d'articles de référence ou si vous connaissez des sites web de qualité traitant du thème abordé ici, merci de compléter l'article en donnant les références utiles à sa vérifiabilité et en les liant à la section « Notes et références ».

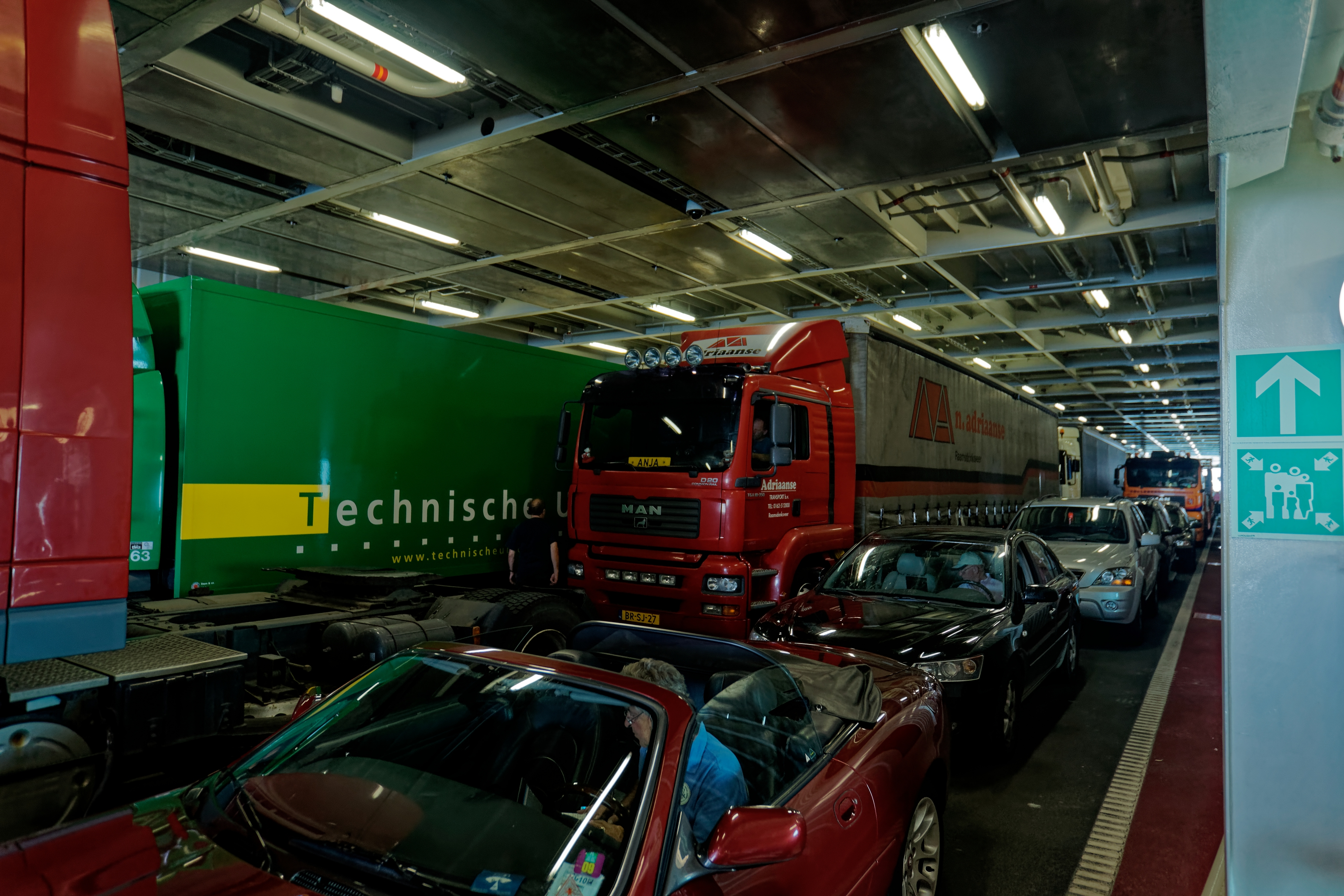
Des camions à bord du roulier néerlandais Dokter Wagemaker en 2010.

Le merroutage consiste à transporter par bateau des moyens de transport routier. Le plus typique consiste à transférer des camions via bateau entre deux ports. Les bateaux adaptés à ce type de transport sont des rouliers.
L'objectif est multiple : diminution de la pollution, désengorgement des routes... Sur une courte distance par exemple, le merroutage émet 2,5 fois moins de dioxyde de carbone que le transport routier.